# Споэльстра, Эрик
Эрик Споэльстра (англ. Erik Spoelstra, род. 1 ноября 1970 года в Эванстон, Иллинойс, США) — американский баскетбольный тренер. В настоящее время работает главным тренером клуба Национальной баскетбольной ассоциации «Майами Хит».

## Личная жизнь
Филиппинец по матери, Споэльстра стал первым азиатским тренером в НБА, а также первым тренером одной из четырех крупнейших лиг США. Также он стал первым тренером-азиатом, завоевавшим титул чемпиона НБА.
17 сентября 2015 года Споэльстра объявил о своей помолвке с бывшей чирлидершей «Майами Хит» Никки Сапп. Они поженились 22 июля 2016 года, у них двое сыновей и одна дочь. Старшему сыну в четырёхлетнем возрасте был поставлен диагноз Лимфома Беркитта, в июле 2022 года пара рассказала, что лечение прошло успешно.

## НБА
Споэльстра присоединился к «Хит» в 1995 году, в качестве видео-координатора команды. Через два года он был назначен помощником главного тренера — видео-координатор, в 1999 году затем назначен на пост скаута. В 2001 году возглавил скаутский отдел. Споэльстра был помощником главного тренера «Майами Хит» в победном финале 2006 года, обыграв «Даллас Маверикс», проигрывая по ходу серии 0-2.
В апреле 2008 года был назван преемником Пэта Райли в качестве главного тренера «Майами». После этого назначения Райли сказал: «Эта игра теперь для молодых тренеров, которые являются технологически подкованными, инновационными, и они принесут много свежих идей. Таким человеком является Эрик Споэльстра, он родился чтобы быть тренером…» Райли также отметил: «Многие игроки хотят дисциплины; они будут играть (жёстко) для Споэльстры, потому что они уважают его.».
Споэльстра привёл свою команду к финалу НБА 2011 года, где «Хит» уступили «Даллас Маверикс» 2-4.
16 декабря 2011 года он продлил контракт с «Майами Хит». В сезоне 2011/2012 годов «Майами» под его руководством стали чемпионами НБА, а в сезоне 2012—2013 годов «Хит», ведомые Споэльстрой, защитили свой прошлогодний титул.